# Ålstorp, Kävlinge kommun
Ålstorp är ett bostadsområde i tätorten Hofterup belägen i Västra Karaby socken, Kävlinge kommun. I Ålstorp finns ett bageri vid namn Ålstorps Hembageri.

## Tätorten
1980 avgränsade SCB här en tätort med 260 invånare. 1995 hade tätorten vuxit samman med Hofterups tätort efter att folkmängden mer än fördubblats. Vid 2010 års tätortsavgränsning ligger Ålstorp fortfarande inom den norra delen av Hofterups tätort.